# Raffaëla Anderson
Pour les articles homonymes, voir Anderson.
Raffaëla Anderson, dite également Raphaëlla ou Raphaëla, née le 8 janvier 1976 à Montfermeil (Seine-Saint-Denis), est une ancienne actrice pornographique française. Après avoir quitté le porno, elle joue en 2000 l'une des héroïnes du film Baise-moi. Elle publie ensuite deux livres autobiographiques, le premier étant centré sur son expérience dans le X.

## Biographie
Née d'un père maghrébin et d'une mère française, elle grandit dans un environnement familial qu'elle décrit par la suite comme violent et oppressant. En 1994, à l'âge de 18 ans, elle répond à une annonce de casting parue dans l'hebdomadaire parisien gratuit Paris Boum Boum, sans réaliser qu'il s'agit de tourner un film pornographique. Pour échapper à son milieu, elle décide de se lancer et débute dans le porno alors qu'elle est encore vierge : elle a sa première relation sexuelle avec un hardeur, sur le plateau de tournage. On la voit d'ailleurs interviewée sur un tournage par Thierry Ardisson pour son émission Paris Dernière en 1995. Par la suite, ses parents découvrent son activité lorsque Laetitia, pensant lui faire plaisir, envoie par erreur au domicile familial une VHS d'un film qu'elles ont tourné ensemble.
Apparaissant dans une série de films pornos sous divers pseudonymes (Raphaëla, Raphaëlla, Raffaëla, Raffaëla Rizzi), elle tourne aussi bien en France qu'en Espagne ou en Italie, et gagne rapidement en notoriété. Sa photo est affichée dans les sex-shops parisiens. Une nuit, alors qu'elle est sortie acheter des cigarettes, elle est violée par deux hommes qui l'ont reconnue,. Ses agresseurs sont identifiés mais, selon son témoignage, le procureur chargé de l'affaire la qualifie de « produit d'une mauvaise éducation » et affirme que lorsque l'on travaille comme actrice pornographique, « on ne doit pas se plaindre ».
Après ce drame, elle perd le goût du sexe. Elle continue sa carrière, mais finit en 1998 par abandonner le milieu du porno. Par la suite, elle déclare être devenue lesbienne « par la force des choses ».
Pour gagner sa vie après avoir arrêté de tourner, elle travaille un temps comme télé-enquêtrice, puis comme vendeuse de vêtements. Virginie Despentes et Coralie Trinh Thi lui confient ensuite l'un des rôles principaux du film Baise-moi, sorti en 2000 et dont elle partage la vedette avec une autre ancienne vedette du X, Karen Lancaume (alias Karen Bach). Très remarqué par les médias lors de sa sortie, en raison notamment du retrait temporaire de son visa d'exploitation, le film est l'occasion pour la presse de revenir sur le passé de ses deux interprètes principales.
En 2001, elle joue Marie, un des rôles principaux dans le téléfilm Un amour de femme (dans la série Combats de femmes), réalisé par Sylvie Verheyde, avec Hélène Fillières et Anthony Delon.
Sa carrière dans le cinéma traditionnel ne décolle cependant pas au-delà. On ne la voit plus ensuite à l'écran que dans des documentaires où elle témoigne sur son passé, La Petite morte d'Emmanuelle Schick (2003) et Une Vie classée X de Mireille Darc (2005).
En 2001, elle publie Hard, un livre autobiographique dans lequel elle décrit le milieu du X de manière souvent peu flatteuse. Au moment de la sortie de l'ouvrage, elle parle du porno comme d'un « milieu pourri » assimilable à celui de la prostitution, où les acteurs risquent leur vie du fait des tournages sans préservatifs. En 2006, elle publie un second livre de souvenirs, Tendre violence, davantage centré sur son enfance et sa vie familiale.

## Filmographie

### Pornographique (sélection)
- 1995 : Le King de ces dames, de Gabriel Pontello
- 1995 : Raphaëlla s'offre à toi !, de Gérard Menoud
- 1995 : Un poing c'est tout, de Emile Dan Lepan
- 1995 : Teeny Exzesse 36 und 38
- 1995 : World Sex Tour 2: France
- 1996 : Exhibitions à Paris 2, de Patrice Cabanel
- 1996 : Arabic Gang-Bang
- 1996 : Cyberix, de John B. Root
- 1997 : Fantasmotron 2, de Fred Coppula
- 1997 : Böse Mädchen 4
- 1997 : Triple X 23
- 1997 : Portugal taboo, de Marc Paris
- 1997 : Fucking Instinct, de Luca Damiano
- 1997 : Hard Sex Camping
- 1998 : Böse Mädchen 5
- 1998 : Faust Fucker - Die Faust im Loch
- 1998 : Exhibitions 1999, de John B. Root
- 2000 : Baise-moi de Virginie Despentes et Coralie Trinh Thi : Manu

### Non pornographique
- 2001 : Un amour de femme de Sylvie Verheyde : Marie

### Documentaires
- 2003 : La Petite morte d'Emmanuelle Schick (prix International Film Award)
- 2005 : Une vie classée X de Mireille Darc

## Publications
- Hard, Grasset, 2001. Disponible en Poche.
- Tendre violence, Jean-Claude Lattès, 2006.